# Буковель (РЕБ)

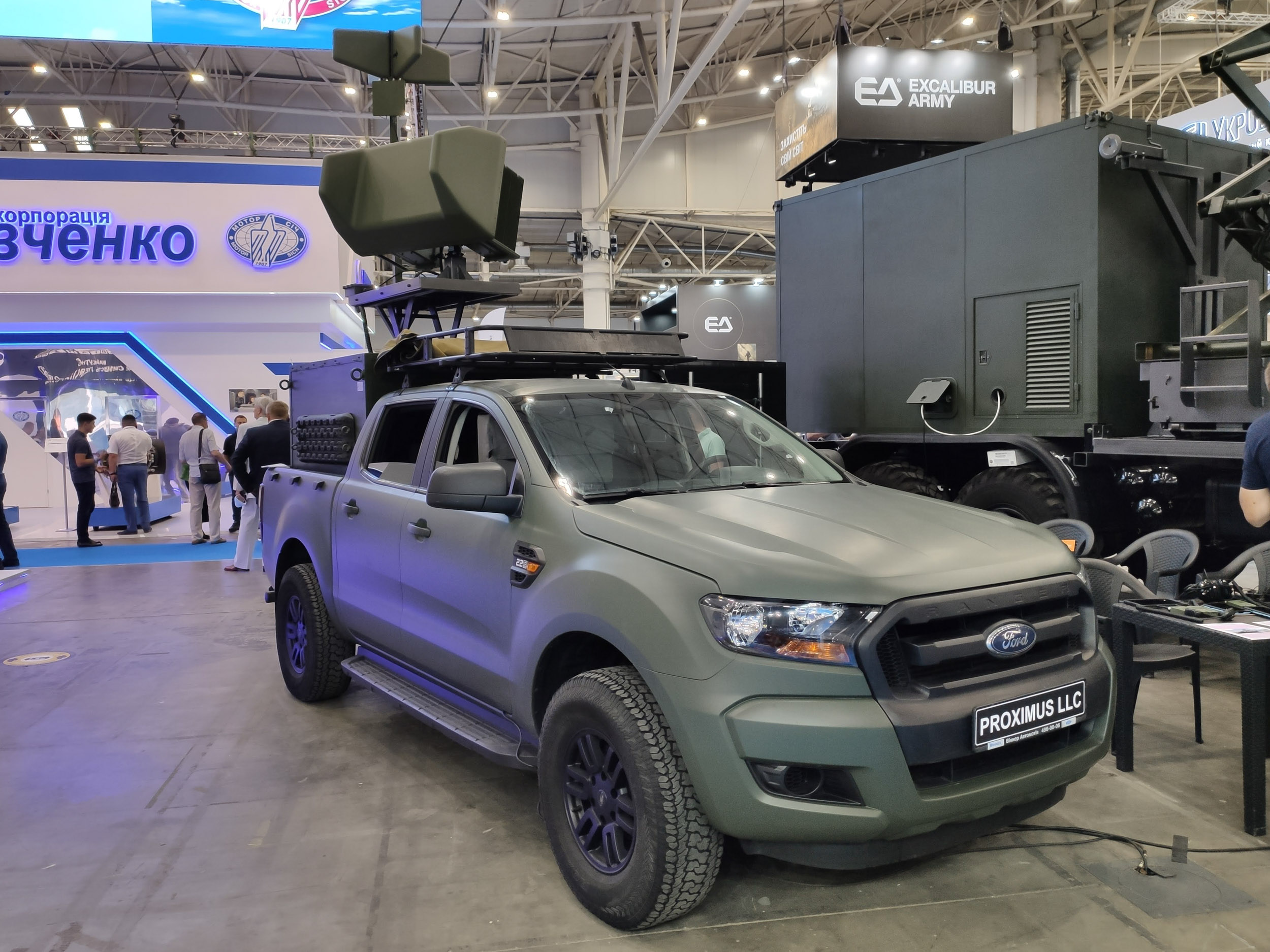
«Буковель-AD» на виставці «Зброя та безпека». 2021.

Буковель-AD — український комплекс радіоелектронної боротьби. Розроблений компанією «Proximus». Призначений для виявлення та придушення роботи безпілотних літальних апаратів.

## Історія
Перший зразок комплексу почали випробовувати у 2015 році в зоні бойових дій на сході України.
У 2016 році комплекси почали надходити до Збройних сил України.
У 2019 році комплекс надійшов до Збройних сил Марокко.
Станом на 2021 рік, «Буковель-AD» мав вже 7 покоління вдосконалень, і його вже декілька років застосовували в зоні бойових дій на Донбасі для боротьби з російськими БПЛА. Розробники заявили, що комплекс здатен зафіксувати російські БПЛА «Орлан-10» на відстані до 100 км. Ефективна дальність радіопридушення ворожих БПЛА становила до 20 км. Час розгортання комплексу у бойове положення складав 2 хвилини.
У листопаді 2021 року, у зв'язку зі складною військово-політичною ситуацією вздовж кордонів України з РФ та Республікою Білорусь, а також на фоні гібридної спецоперації Кремля проти Польщі та країн Балтії, українські військові посилили небезпечні ділянки кордону комплексами «Буковель-AD R4» і ділилися досвідом використання комплексу з польськими колегами.
Комплекси «Буковель» використовуються ЗСУ після широкомасштабного вторгнення ВС РФ у 2022 році.

## Опис
Комплекс призначений для виявлення БПЛА противника та блокування сигналів передачі даних, управління, навігації за допомогою систем позиціювання GPS, ГЛОНАСС, Galileo та Beidou. Комплекс також має пасивну систему виявлення та пеленгації безпілотників.
Сама станція може бути змонтована на різноманітних шасі (автомобілі чи то спеціальна військова техніка), а також у варіанті на тринозі.

## Тактико-технічні характеристики
- Радіус придушення: 15—20 км[4][6][3]
- Радіус виявлення БПЛА: 70—100 км (для «Орлан-10»)[3]

## Оператори
- Україна[2]
  - На 2021 рік: кілька десятків комплексів.[1]
- Марокко[5]